# Wada Atsuki
Atsuki Wada (sinh ngày 9 tháng 2 năm 1993) là một cầu thủ bóng đá người Nhật Bản.

## Sự nghiệp câu lạc bộ
Atsuki Wada đã từng chơi cho Kyoto Sanga FC.